# Виши
Виши (фр. Vichy) град је у Француској, у департману Алије.
По подацима из 1999. године број становника у месту је био 26.528.

## Географија

### Клима
| Клима Вишија (1981–2010 просеци)              | Клима Вишија (1981–2010 просеци) | Клима Вишија (1981–2010 просеци) | Клима Вишија (1981–2010 просеци) | Клима Вишија (1981–2010 просеци) | Клима Вишија (1981–2010 просеци) | Клима Вишија (1981–2010 просеци) | Клима Вишија (1981–2010 просеци) | Клима Вишија (1981–2010 просеци) | Клима Вишија (1981–2010 просеци) | Клима Вишија (1981–2010 просеци) | Клима Вишија (1981–2010 просеци) | Клима Вишија (1981–2010 просеци) | Клима Вишија (1981–2010 просеци) |
| Показатељ \ Месец                             | .Јан.                            | .Феб.                            | .Мар.                            | .Апр.                            | .Мај.                            | .Јун.                            | .Јул.                            | .Авг.                            | .Сеп.                            | .Окт.                            | .Нов.                            | .Дец.                            | .Год.                            |
| --------------------------------------------- | -------------------------------- | -------------------------------- | -------------------------------- | -------------------------------- | -------------------------------- | -------------------------------- | -------------------------------- | -------------------------------- | -------------------------------- | -------------------------------- | -------------------------------- | -------------------------------- | -------------------------------- |
| Апсолутни максимум, °C (°F)                   | 19,8 (67,6)                      | 25,7 (78,3)                      | 28,3 (82,9)                      | 30,8 (87,4)                      | 33,0 (91,4)                      | 39,2 (102,6)                     | 41,9 (107,4)                     | 41,0 (105,8)                     | 37,8 (100)                       | 30,7 (87,3)                      | 26,2 (79,2)                      | 21,7 (71,1)                      | 41,9 (107,4)                     |
| Максимум, °C (°F)                             | 7,7 (45,9)                       | 9,0 (48,2)                       | 13,2 (55,8)                      | 15,8 (60,4)                      | 22,0 (71,6)                      | 25,7 (78,3)                      | 29,1 (84,4)                      | 27,8 (82)                        | 24,1 (75,4)                      | 17,8 (64)                        | 12,0 (53,6)                      | 7,9 (46,2)                       | 18,0 (64,4)                      |
| Минимум, °C (°F)                              | −0,3 (31,5)                      | 0,7 (33,3)                       | 2,6 (36,7)                       | 5,8 (42,4)                       | 11,1 (52)                        | 13,2 (55,8)                      | 15,8 (60,4)                      | 15,1 (59,2)                      | 12,0 (53,6)                      | 7,7 (45,9)                       | 3,2 (37,8)                       | 0,5 (32,9)                       | 7,2 (45)                         |
| Апсолутни минимум, °C (°F)                    | −17,9 (−0,2)                     | −15,0 (5)                        | −9,8 (14,4)                      | −4,2 (24,4)                      | 0,2 (32,4)                       | 2,9 (37,2)                       | 5,8 (42,4)                       | 4,5 (40,1)                       | 0,7 (33,3)                       | −6,0 (21,2)                      | −11,3 (11,7)                     | −16,1 (3)                        | −17,9 (−0,2)                     |
| Количина падавина, mm (in)                    | 46,8 (1,843)                     | 39,8 (1,567)                     | 44,2 (1,74)                      | 69,3 (2,728)                     | 98,2 (3,866)                     | 78,2 (3,079)                     | 71,6 (2,819)                     | 74,2 (2,921)                     | 75,4 (2,969)                     | 68,0 (2,677)                     | 63,3 (2,492)                     | 50,5 (1,988)                     | 779,5 (30,689)                   |
| Дани са падавинама                            | 10,0                             | 8,9                              | 9,0                              | 10,8                             | 12,2                             | 9,5                              | 8,1                              | 8,8                              | 8,7                              | 10,4                             | 10,3                             | 10,0                             | 116,7                            |
| Релативна влажност, %                         | 84                               | 80                               | 75                               | 74                               | 77                               | 76                               | 73                               | 75                               | 78                               | 83                               | 84                               | 85                               | 78,7                             |
| Сунчани сати — месечни просек                 | 78,1                             | 94,8                             | 163,7                            | 195,4                            | 223,4                            | 265,0                            | 288,9                            | 264,3                            | 221,5                            | 178,1                            | 106,7                            | 85,9                             | 2.161,7                          |
| Извор #1: Météo France                        |                                  |                                  |                                  |                                  |                                  |                                  |                                  |                                  |                                  |                                  |                                  |                                  |                                  |
| Извор #2: Infoclimat.fr (humidity, 1961–1990) |                                  |                                  |                                  |                                  |                                  |                                  |                                  |                                  |                                  |                                  |                                  |                                  |                                  |

## Демографија
| 1962.  | 1968.  | 1975.  | 1982.  | 1990.  | 1999.  | 2011.  |
| ------ | ------ | ------ | ------ | ------ | ------ | ------ |
| 30.614 | 33.506 | 32.117 | 30.527 | 27.714 | 26.528 | 24.992 |

## Партнерски градови
- Вилхелмсхафен
- Бад Телц
- Dunfermline
- Саратога Спрингс